# Panellus
Panellus (Petter Adolf Karsten, 1879) din încrengătura Basidiomycota, în ordinul Polyporales și familia Mycenaceae. este un gen de ciuperci cu 56 specii (în Europa numai foarte puține) preponderent necomestibile care sunt saprotrofe (descompun lemn în putrefacție, crescând pe lemn mort sau pe sol asupra rădăcinilor la baza de foioase și rășinoase), cauzând un putregai brun, unele soiuri fiind de asemenea parazite. Timpul apariției se extinde adesea peste tot anul. Tipul de specie este Panellus stipticus (păstrăv amar).

## Taxonomie
Genul a fost determinat de micologul finlandez Petter Adolf Karsten în volumul 32 al jurnalului botanic Bidrag till kännedom af Finlands Natur och Folk din 1879, taxon valabil până în prezent (2020).
Denumirile Urospora a lui Victor Fayod (1889), Dictyopanus a lui Narcisse Théophile Patouillard (1900) și Urosporellina a lui Egon Horak (1968) sunt acceptate sinonim, dar, nefiind folosite, pot fi neglijate.
Există încercări de a transfera unele specii la genul Sarcomyxa P.Karst. (1891) respectiv Scytinotus, dar fără succes răsunător.
Numele generic Panellus este un diminutiv, derivat din cuvântul latin (latină pan(n)us=ghem de lână, fus umplut cu fire).

## Descriere
Aproape toate speciile Panellus trăiesc pe lemn mort sau/și viu, unele fiind bioluminescente. 
- Pălăria: elastică până fibroasă, convexă, în formă asimetrică de evantai, rinichi sau scoică, este de dimensiune mică până medie cu un diametru de 2 cm la rar mai mult de 8 cm. Ea este în bătrânețe adesea adâncită și marginea inițial netedă devine, odată cu maturitatea, în multe cazuri ondulată și crestată. Cuticula netedă sau catifelată, chiar pâsloasă, la multe specii canelată radial de la un anumit stadiu de dezvoltare, prezintă un colorit foarte variabil de la albicios peste gri, galben, ocru-gălbui, bej, galben-maroniu, galben-măsliniu până la la roșcat-măsliniu, purpuriu închis sau brun negricios.
- Lamelele: sunt subțiri, îndesate, bifurcate, intercalate, clar libere și cu muchii mereu netede, radiază de obicei spre exterior din punctul de atașare, dar pot fi de asemenea anastomozate, dezvoltând rar chiar și pori (Panellus pusillus). Ele sunt ori de aceiași culoare cu pălăria, ori mai deschise.
- Piciorul: alipit excentric de pălărie, este scurt, neted sau tărâțat fin, uneori extrem de pâslos (Panellus violaceofulvus) pe exterior, plin pe dinăuntru, preponderent deschis conic spre sus, fiind mereu elastic sau dur. Uneori lipsește. Coloritul cojii este preponderent identic cu cel al lamelelor.
- Carnea: poate fi albă, albicioasă cu o tentă roșiatică până violacee, gălbuie sau ocru palid, este subțire și mai mult sau mai puțin elastică. Are un miros imperceptibil sau ca de ciuperci, gustul fiind plăcut amărui până extrem de amar ca fierea. Toate speciile nu sunt toxice, dar comestibilitatea depinde de gust precum de consistența cărnii.
- Caracteristici microscopice: sporii sunt destul de mici, netezi, cilindrici sau curbați, fără por de germen, hialini (translucizi) și amilozi (membrane sau ornamentații ale sporilor care în reactiv iodat se colorează în albastru cenușiu sau negricios, iar la unele ascomicete vârful ascelor în nuanță albăstruie), adesea cu 1-2 picături uleioase în interior. Pulberea lor este albă. Basidiile (organe sporifere care produc spori exogeni) cu 2-4 sterigme fiecare sunt clavate. Prezintă pseudocistide (hife asemănătoare cistidelor, de acea „pseudo”, care izvorăsc mult mai adânc în țesutul fungic interior), dar pleurocistidele (elemente sterile situate în himenul de pe fețele lamelor) lipsesc complet. Unele specii au cheilocistide (elemente sterile situate pe muchia lamelor) în număr mai mic.[4][5][6]

## Specii ale genului
Conform NCBI, 56 de specii sunt alăturate acestui gen, în Europa (E) trăiesc doar șase:
| - Panellus albifavolus Corner (1986) - Panellus alutaceus Corner (1986) - Panellus ambiguus Corner (1986) - Panellus aureofactus E.Horak (1980) - Panellus bambusarum Corner (1986) - Panellus bambusifavolus Corner (1986) - Panellus belangeri (Mont.) Singer (1973) - Panellus brunneifavolus Corner (1986) - Panellus brunneomaculatus Corner (1986) - Panellus crawfordiae (G.Stev.) Segedin, P.K.Buchanan & J.P.Wilkie (1995) - Panellus cremeus G.Stev. (1964) - Panellus cystidiatus Singer (1952) - Panellus dichotomus Corner (1986) - Panellus diversipes (Berk.) Pegler (1965) - Panellus dumontii Singer (1977) - Panellus exiguus Corner (1986) - Panellus flabellatus Murrill (1915) - Panellus fulgens G.Stev. (1964) - Panellus fuscatus Corner (1986) - Panellus globisporus Z.S.Bi (1987) | - Panellus glutinosus Corner (1986) - Panellus haematopus (Berk.) Murrill (1915) - Panellus hispidifavolus Corner (1986) - Panellus intermedius Corner (1986) - Panellus jalapensis Murrill (1915) - Panellus longinquus (Berk.) Singer (1951) - Panellus luminescens Corner (1986) - Panellus luteolus Singer (1973) - Panellus luteus Singer (1973) - Panellus luxfilamentus A.L.C.Chew & Desjardin (2015) - Panellus magnus Corner (1986) - Panellus megalosporus Corner (1986) - Panellus melleo-ochraceus Malençon (1975) - E - Panellus microsporus Corner (1986) - Panellus minimus (Jungh.) P.R.Johnst. & Moncalvo (2006) - Panellus minusculus (Speg.) Raithelh. (2004) - Panellus mitis (Pers.) Singer (1936) - E - Panellus niger G.Stev. (1964) - Panellus nubigenus Singer (1969) - Panellus olivaceus De Meijer (2009) | - Panellus orientalis (Kobayasi) Corner (1986) - Panellus parvulus Corner (1986) - Panellus pauciporus Corner (1986) - Panellus pendens Corner (1986) - Panellus pteridophytorum Singer (1973) - Panellus pubescens Z.S.Bi (1987) - Panellus pusillus (Pers. ex Lév.) Burds. & O.K.Mill. (1975) - Panellus pyrulifer Corner (1986) - Panellus reticulatovenosus G.Y.Zheng & Z.S.Bi (1987) - Panellus ringens (Fr.) Romagn. (1945) - E - Panellus rupicola (Massee) Singer (1942) - Panellus serotinus (Pers.) Kühner (1950) - E - Panellus stenocystis Singer (1973) - Panellus stipticus (Bull.) P. Karst. (1879) - E - Panellus subcantharelloides Murrill (1915) - Panellus sublamelliformis Corner (1986) - Panellus sublevatus Corner (1986) - Panellus violaceofulvus (Fr.) Singer (1936) - E |

## Specii ale genului în imagini (selecție)

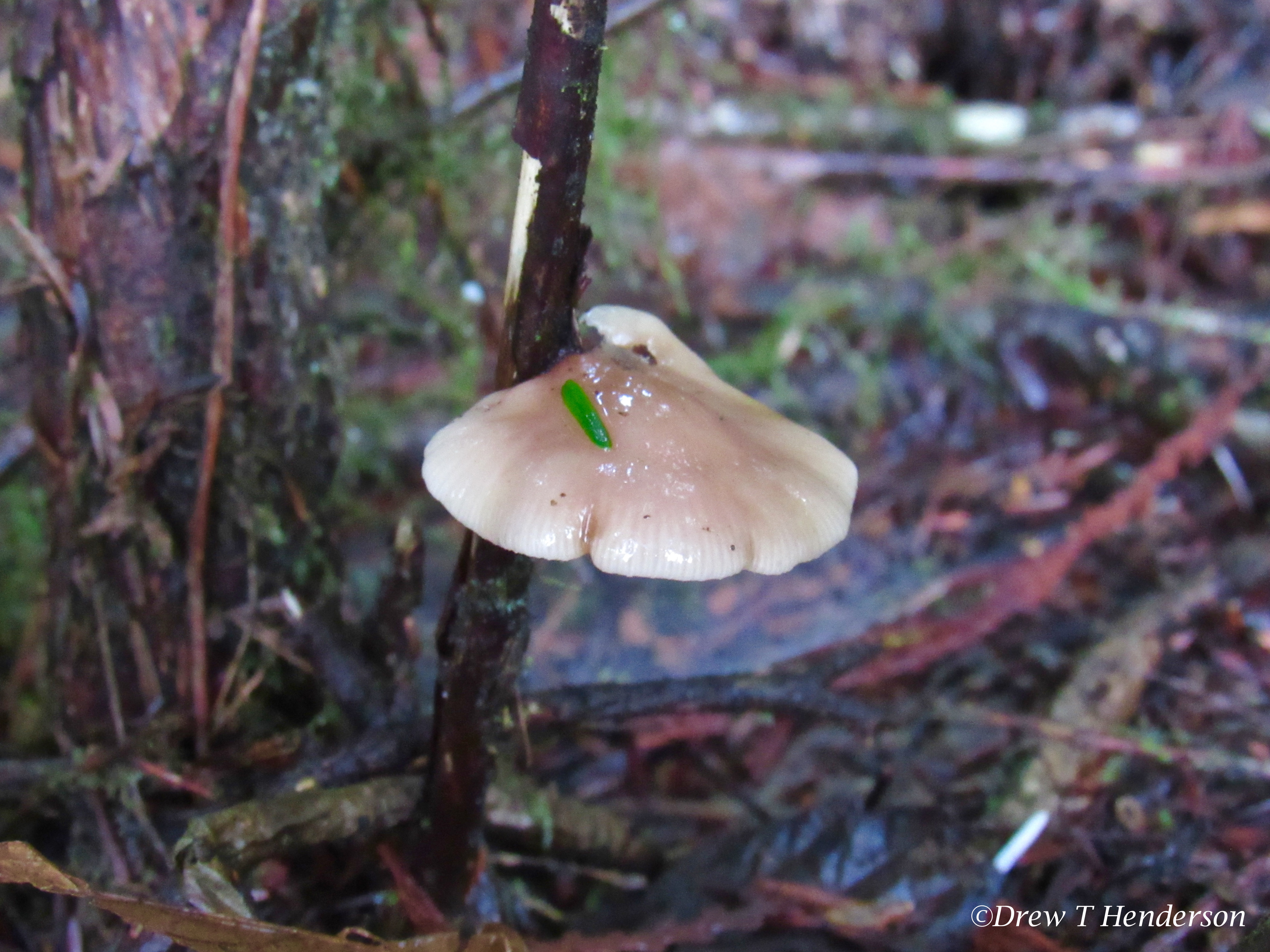
Panellus longinquus
Panellus mitis
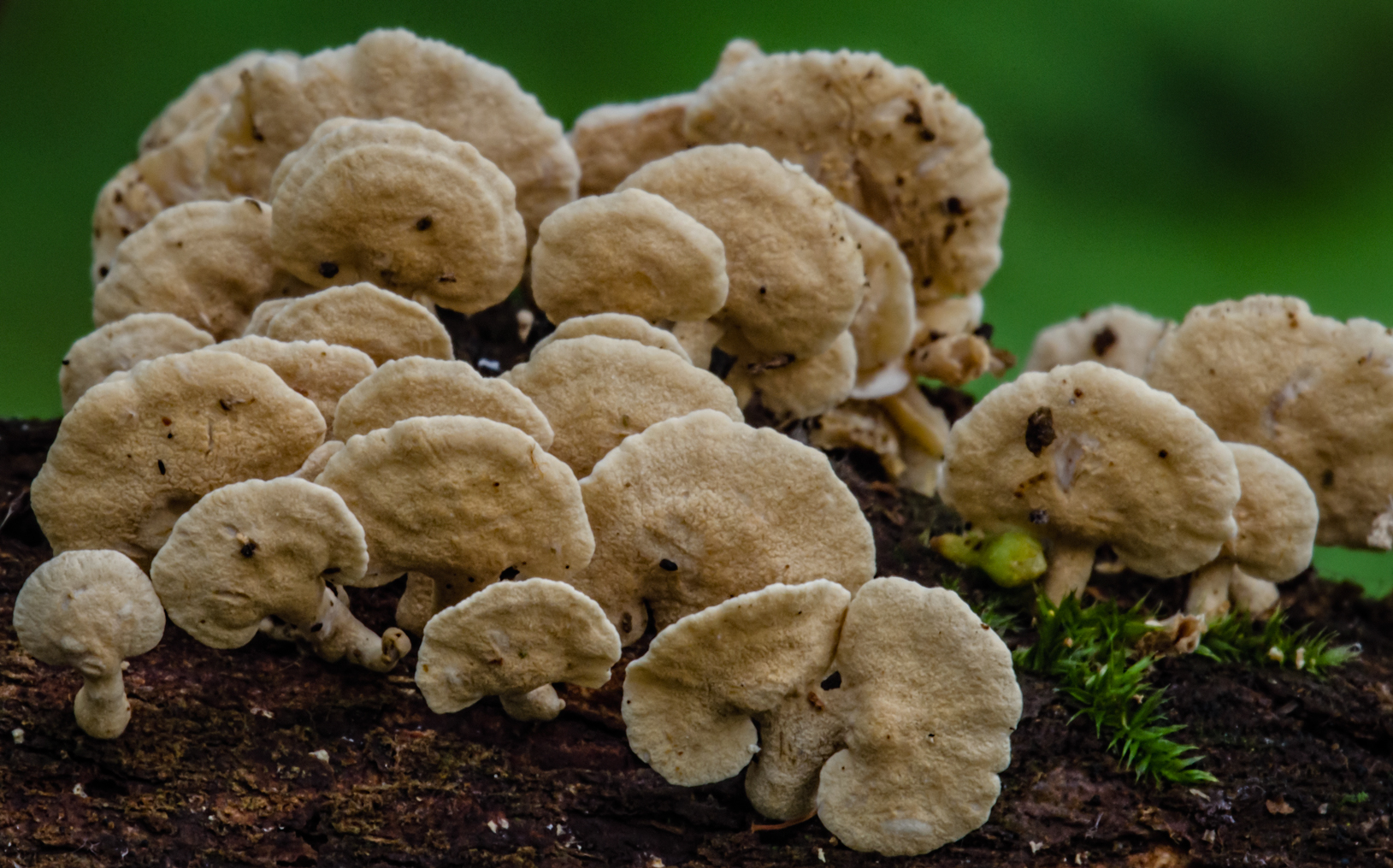
Panellus pusillus
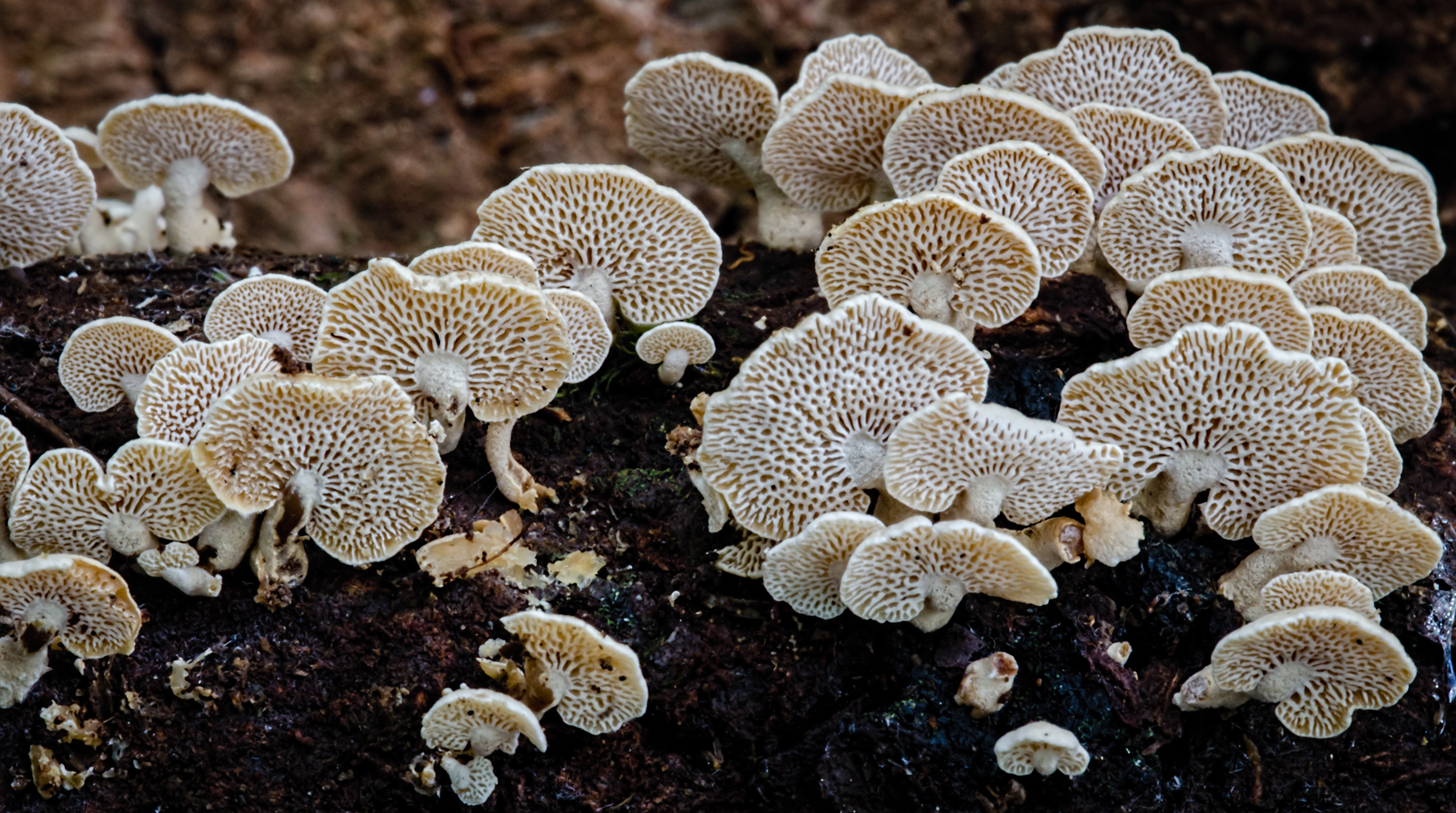
Panellus pusillus, porii
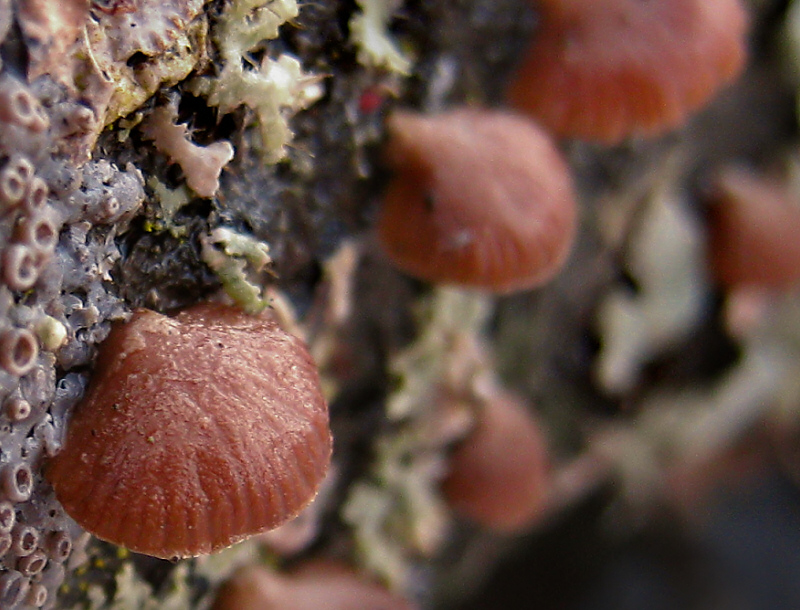
Panellus ringens
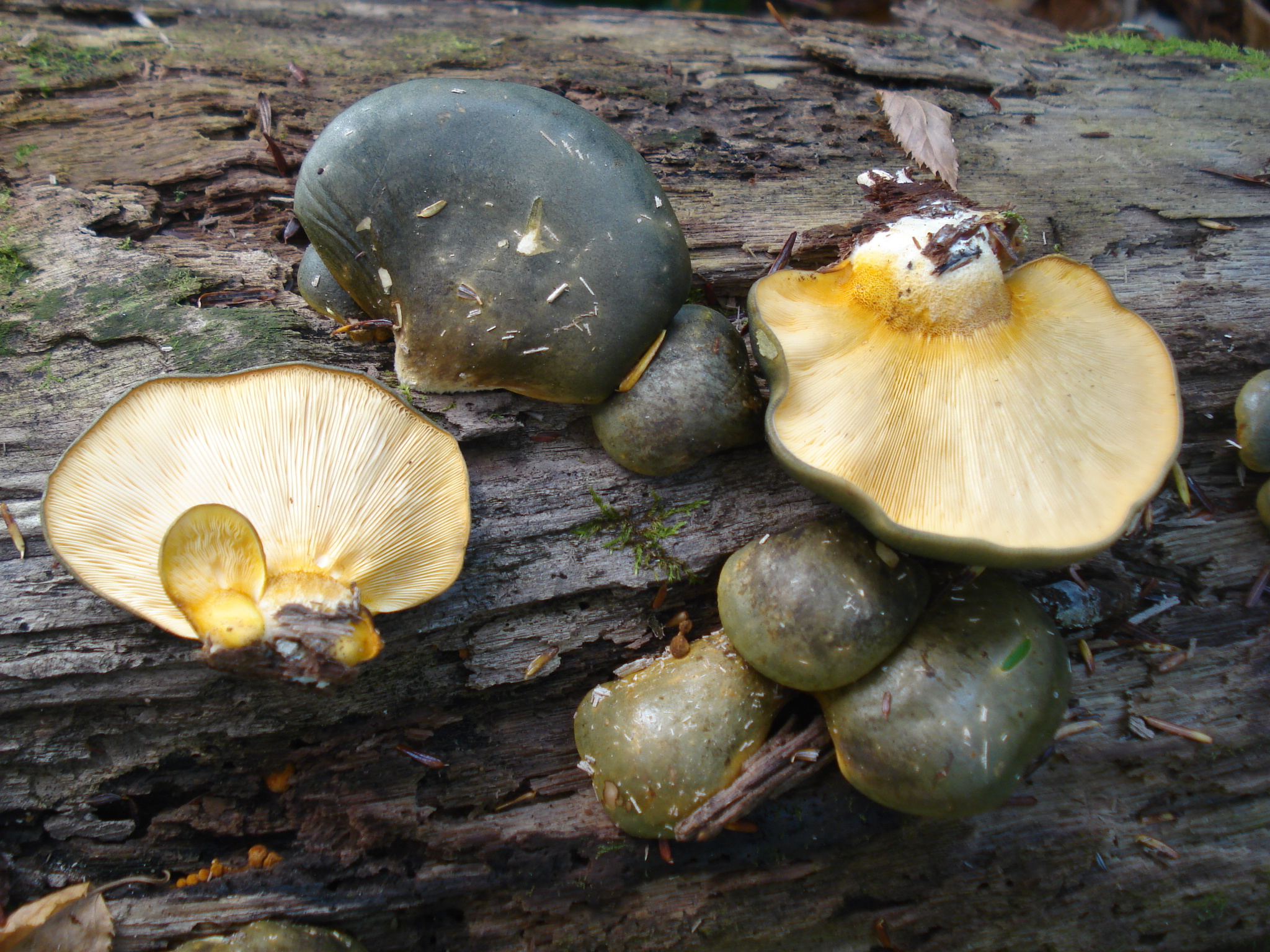
Panellus serotinus
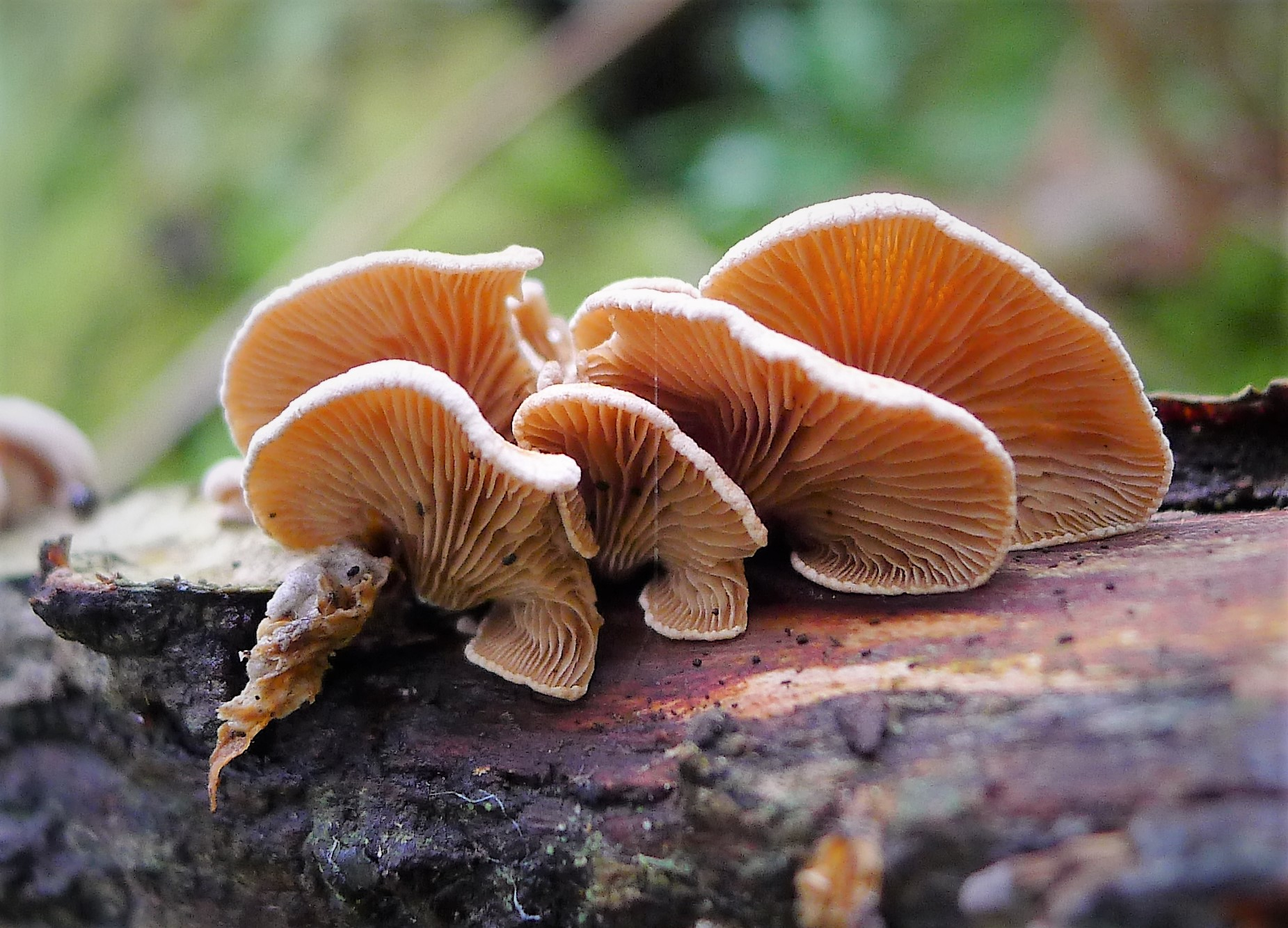
Panellus stipticus
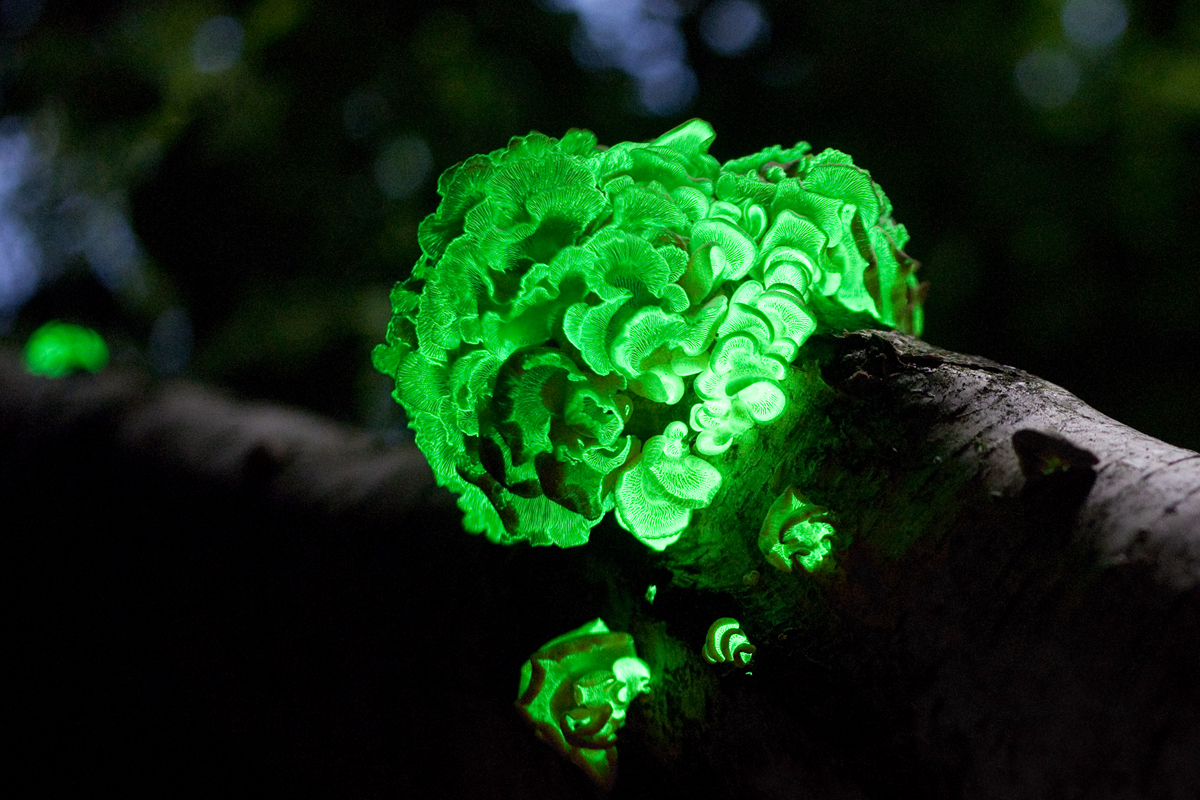
Panellus stipticus, bioluminescență
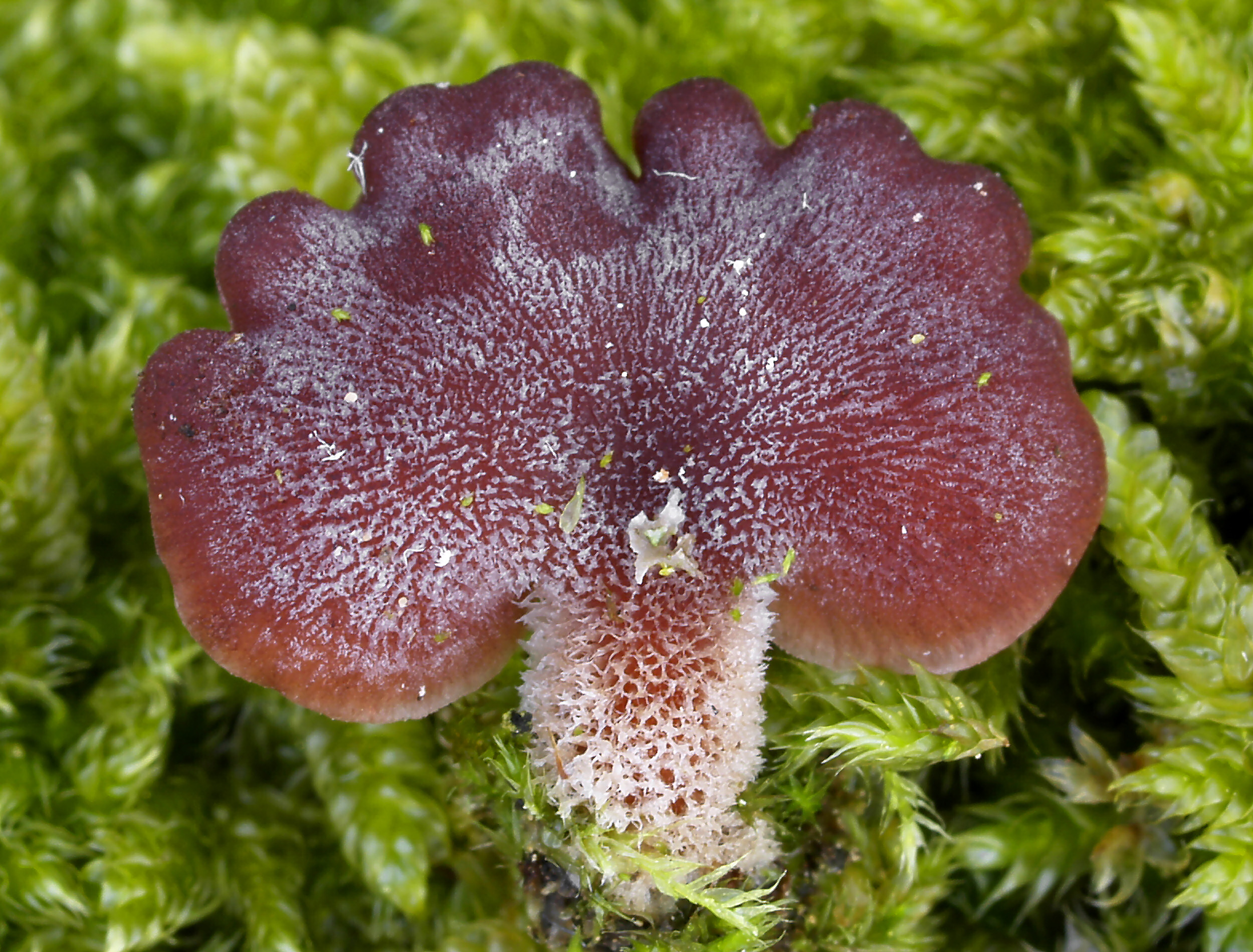
Panellus violaceofulvus